# Bitwa pod Sinsheim
Bitwa pod Sinsheim – starcie zbrojne, które miało miejsce 16 czerwca 1674 podczas wojny Francji z koalicją.
Marszałek Francji Henri de Turenne na czele armii liczącej 20 000 żołnierzy pobił pod Sinsheim silniejszą liczebnie, a do tego okopaną armię cesarską dowodzoną przez księcia Karola Lotaryńskiego i Caprarę. Caprara dostał się do francuskiej niewoli.